# چارلز برابین
چارلز برابین (انگلیسی: Charles Brabin؛ ۱۷ آوریل ۱۸۸۲ – ۳ نوامبر ۱۹۵۷) فیلم‌نامه‌نویس و کارگردان اهل ایالات متحده آمریکا بود.
او دانش‌آموخته «کالج سن‌فرانسیس اِگزی‌ویر» در لیورپول بود و در اوایل دهه ۱۹۰۰ میلادی به آمریکا مهاجرت کرد. چارلز برابین در سال ۱۹۲۱ با هنرپیشه افسونگرِ دوران صامت، ثیدا بارا ازدواج کرد و تا هنگام مرگ او بر اثر سرطان معده، ازدواج‌شان دوام داشت و بدین ترتیب یکی از ازدواج‌های طولانی‌مدتِ نادرِ هالیوودی را رقم زدند.
از فیلم‌های او می‌توان به پل سن لوئیس ری، بن هور و نقاب فو مانچو اشاره نمود.